# Спілка польських учителів
Спілка польських учителів, СПУ (пол. Związek Nauczycielstwa Polskiego, ZNP) — найбільша польська профспілка вчителів та освітян та їхня найбільша професійна асоціація.

## Історія
Перші польські профспілки вчителів датуються 1905 роком — роком, що знаменує собою період заворушень, відомих як Революція в Королівстві Польському (1905-1907). Спілка польських учителів була створена в 1930 році в результаті злиття Спілки польських учителів початкових шкіл і Спілки вчителів польських середніх шкіл, які були засновані в 1919 році. У 1930-х роках вона, яка до Другої світової війни налічувала понад 50 000 членів і була найбільшою польською асоціацією та профспілкою освітян, потрапила під дедалі більший вплив соціалістів, що врешті-решт призвело до призупинення її діяльності консервативним і правим польським урядом. У відповідь соціалістичне крило СПУ організувало великий страйк польських вчителів (1937), в результаті якого уряд відступив і відновив організацію. У той час СПУ утримувала також допоміжні установи, такі як Педагогічний інститут, і проводила літні професійні курси.
Під час війни СПУ продовжувала існувати як частина підпільної освіти в Польщі під час Другої світової війни у формі Таємної вчительської організації. Організація була створена наприкінці жовтня 1939 року у Варшаві у відповідь на закриття німцями більшості польських навчальних закладів та репресії проти вчителів.
Після війни СПУ була відновлена новим польським комуністичним урядом, але мав відносно невеликий реальний вплив. Діяльність профспілки була ненадовго призупинена під час воєнного стану в 1981 році. У 1984 році вона приєдналася до Всепольського альянсу профспілок. Як і більшість інших польських профспілок, СПУ стала незалежною після падіння комунізму в 1989 році. Лідери профспілки вирішили зберегти зв'язок з лівими силами Польщі (Соціал-демократія Польщі), що призвело до розколу, оскільки частина членів профспілки перейшла до профспілок, пов'язаних з «Солідарністю». З усім тим, вона залишилася і сьогодні є найбільшою польською профспілкою вчителів та освітян.

## Структура
Керівництво Спілкою здійснюється Національними зборами делегатів, які скликаються кожні чотири роки. Щоденною організаційною роботою займається Головний офіс.